# Shan George
Shan George es una actriz, cantante, productora de cine y directora nigeriana.

## Biografía
George nació en Ediba, una ciudad en el área del gobierno local de Abi del Estado de Cross River, Nigeria; hija de una madre nigeriana y padre británico.
Antes de debutar en la película Thorns of Rose, había participado en una telenovela de 1997 titulada Winds of Destiny. Es conocida principalmente por su papel en las películas Outkast y Welcome to Nollywood.
Asistió a la Escuela Comercial Secundaria Edanafa, Ediba, Cross River, Nigeria. Es alumna de la Universidad de Lagos, donde estudió Comunicación de masas y produjo su película debut All For Winnie durante su último año de estudios.
En 2010, lanzó su álbum debut titulado Dance. También es la fundadora y directora ejecutiva de una escuela de cine gratuita, Divine Shield Film Academy en Calabar, Nigeria.

## Filmografía seleccionada

### Series
- Winds Of Destiny
- After The Storm
- Super Story (Revenge)

### Películas
- Thorns Of Rose
- All For Winnie
- A Second Time
- Outcast
- Blood Diamonds
- Welcome to Nollywood
- Travails of Fate
- Made in Heaven
- General's Wife
- Wrong Number
- My Sweat
- London Forever
- Super Zebraman
- A Second Time
- Grand Mother
- Passionate Crime
- One Good Man[7]
- Do Good

## Vida privada
Se casó por primera vez a los dieciséis años y tiene dos hijos después de haber estado involucrada en varios matrimonios fallidos.